# Sibylle Baschung
Sibylle Baschung (geb. 1972 in Grenchen) ist eine Schweizer Theaterdramaturgin. Sie ist seit 2017 Leitende Dramaturgin am Berliner Ensemble.

## Werdegang
Baschung studierte Geschichte und Germanistik an der Universität Basel. Bereits während ihres Studiums arbeitete sie als Regieassistentin am Theater Basel unter der Leitung von Stefan Bachmann. Erste Erfahrungen in ihrem heutigen Tätigkeitsfeld sammelte Baschung als Dramaturgieassistentin und später als Dramaturgin am Theater Neumarkt Zürich. Sie wechselte im Jahr 2001 an das Schauspiel Frankfurt, in dem im selben Jahr Elisabeth Schweeger die Intendanz übernommen hatte. Bei der Konzeption und der Gestaltung der Spielstätte in der Schmidtstraße – heute das Frankfurt LAB – arbeitete Baschung mit Armin Petras und mit Florian Fiedler zusammen. Im Jahr 2006 erhielt sie einen Lehrauftrag von der Hochschule für Musik und Darstellende Kunst Frankfurt am Main, wo sie Aufführungsanalyse unterrichtete. Zudem war Baschung als Mentorin im Masterstudiengang Dramaturgie an der Johann Wolfgang Goethe-Universität Frankfurt am Main tätig.  Ab 2009 war Baschung unter Intendanz von Oliver Reese am Schauspiel Frankfurt tätig, wo sie zunächst das Schauspiel Studio leitete. Im Jahr 2012 wurde sie Chefdramaturgin des Schauspiel Frankfurt. In ihrer Zeit an diesem Haus arbeitete Baschung unter anderem mit Falk Richter, Michael Thalheimer und Christopher Rüping zusammen. Im Herbst 2017 wechselte Baschung an das Berliner Ensemble, wo sie seither als Leitende Dramaturgin tätig ist. Im Jahr 2018 etablierte Baschung ein Zusammenwirken zwischen dem Theater und der Helmholtz-Gesellschaft bei der Erarbeitung des Stoffes der Stücke des Spielplans. Daraus ergaben sich im Rahmen von "Theater trifft Wissenschaft" weitere Projekte, beispielsweise ein Thementag oder ein Science-Slam.

### Inszenierungen
In ihrer Zeit als Dramaturgin an der Spielstätte schmidtstrasse12 des Schauspiel Frankfurt war Baschung von 2005 bis 2012 mit mehreren Produktionen jährlich auf dem Theaterfestival Radikal jung im Münchner Volkstheater vertreten. Im Jahr 2006 wurde die Inszenierung Die Leiden des jungen Werther von Florian Fiedler hier mit dem  Publikumspreis ausgezeichnet.

## Ansichten
Sibylle Baschung ist der Ansicht, dass Theater Orte sind, in denen die Welt möglichst sinnlich, nicht vereinfacht und unter verschiedenen Gesichtspunkten dargestellt wird. Sie spricht sich dafür aus, vielen Perspektiven eine Bühne zu bieten, dabei im Theater auch Raum für Diskussion zu ermöglichen und es als Stütze der demokratischen Ordnung zu begreifen. Diversität sieht sie dabei als Grundlage der Demokratie.

## Auszeichnungen
- 2013: Einladung zum Berliner Theatertreffen mit Medea von Euripides in der Inszenierung von Michael Thalheimer[7]